# شركة بريد قبرص

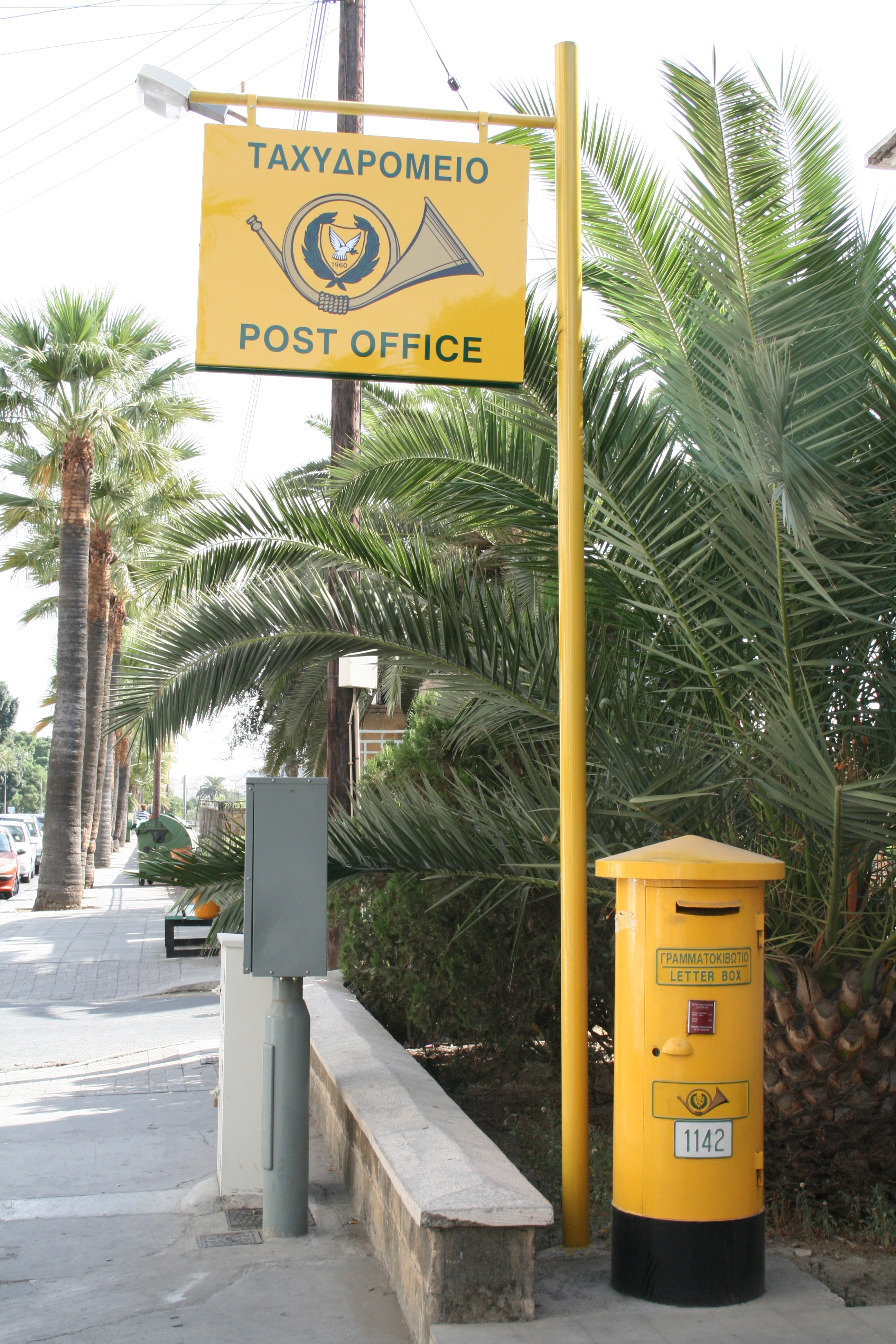
علامة مكتب بريد نموذجية مع صندوق عمود حديث

قبرص للخدمات البريدية هي المشغل البريدي لقبرص وتدير مكتب البريد الذي تديره الحكومة في قبرص. إرث من الحكم الاستعماري البريطاني هو استخدام صناديق الأعمدة (صناديق البريد) مع الأحرف الأولى من العاهل البريطاني، على الرغم من أنها رسمت بعد الاستقلال باللون الأصفر.
اعتمدت قبرص نظام الرمز البريدي الجديد في 1 أكتوبر 1994. يسبق الرمز الأبجدي اسم البلدة أو المدينة، وبالتالي:
```
CY-1900 نيقوسيا
قبرص 
```

البادئة "CY" مطلوبة فقط للبريد الصادر من الخارج.
نطاقات رقم الرمز البريدي للمناطق الإدارية هي:
```
مقاطعة نيقوسيا
: 1000-2999

منطقة ليماسول
: 3000-4999

مقاطعة فاماغوستا
: 5000-5999

مقاطعة لارنكا
: 6000-7999

مقاطعة بافوس
: 8000-8999

مقاطعة كيرينيا
: 9000-9999 
```

يغطي النظام الجزيرة بأكملها، بما في ذلك المنطقة المتنازع عليها تحت الاحتلال التركي المعروفة باسم `` الجمهورية التركية لشمال قبرص '' ، ولكن تم تخصيص القليل منها فقط. يجب إرسال البريد إلى هذا الجزء من الجزيرة عبر «مرسين 10، تركيا»، حيث إن الاتحاد البريدي العالمي غير معترف به.

## روابط خارجية
- الموقع الرسمي